# Březnice (Fluss)
Die Březnice (deutsch Brzeznitza) ist ein linker Nebenfluss der March in Tschechien.

## Geographie
Die Březnice entspringt südöstlich des Zlíner Ortsteils Kudlov an der Koppe Zahumenní (462 m) in der Vizovická vrchovina. Über Filíkovy Paseky, Březnice, Bohuslavice u Zlína, Šarovy, Lapač und Březolupy führt ihr Lauf durch das Bergland nach Südwesten. Bei Bílovice tritt die Březnice in die mährische Ebene ein.
Der Unterlauf führt zwischen Včelary, Topolná und Kněžpole in einer großen Flussschleife nach Westen.
Nach 24,8 km mündet die Březnice nördlich von Jarošov in die March.
Ihr Einzugsgebiet beträgt 124,9 km².
Im Mündungsgebiet befindet sich rechtsseitig des Flusses das Naturreservat Kanada, ein abgeworfener Altarm der March.

## Zuflüsse
- Oskorušný potok (l), Bohuslavice u Zlína
- Lhotský potok (r), Šarovy
- Hlubocký potok (r), oberhalb Březolupy
- Zlámanecký potok (l), Bílovice
- Mistřický potok (l), bei Kněžpole
- Burava (r), bei Kněžpole